# Kétegyháza
Kétegyháza je velká obec v Maďarsku na jihozápadě župy Békés v okresu Gyula. K 1. lednu 2019 zde žilo 3 303 obyvatel.

## Historie
První písemná zmínka o obci pochází z roku 1436.

## Geografie
Obec se nachází asi 6 km jihozápadně od okresního města Gyula. Od města s župním právem Miškovec se nachází asi 18 km jihovýchodně.
Obcí dále protéká potok Kétegyházai-csatorna. Obec se nachází ve výšce 90 m n. m.

## Doprava
Do obce se dá dostat silnicí z Gyuly, Békéscsaby, Medgyesegyházy a Eleku. Obcí dále prochází hlavní železniční trať z Budapešti do Lőkösházy, na které se nachází stanice Kétegyháza. Ze stanice zde odbočují regionální trať do Mezőhegyes.